# Runcinia
Genre
Runcinia est un genre d'araignées aranéomorphes de la famille des Thomisidae.

## Distribution
Les espèces de ce genre se rencontrent en Asie, en Afrique, en Europe et en Océanie.

## Liste des espèces
Selon World Spider Catalog (version 21.0, 09/07/2020) :
- Runcinia acuminata (Thorell, 1881)
- Runcinia aethiops (Simon, 1901)
- Runcinia albida (Marx, 1893)
- Runcinia bifrons (Simon, 1895)
- Runcinia carae Dippenaar-Schoeman, 1983
- Runcinia caudata Schenkel, 1963
- Runcinia depressa Simon, 1906
- Runcinia disticta Thorell, 1891
- Runcinia dubia Caporiacco, 1940
- Runcinia erythrina Jézéquel, 1964
- Runcinia escheri Reimoser, 1934
- Runcinia flavida (Simon, 1881)
- Runcinia ghorpadei Tikader, 1980
- Runcinia grammica (C. L. Koch, 1837)
- Runcinia insecta (L. Koch, 1875)
- Runcinia johnstoni Lessert, 1919
- Runcinia khandari Gajbe, 2004
- Runcinia kinbergi Thorell, 1891
- Runcinia manicata Thorell, 1895
- Runcinia multilineata Roewer, 1961
- Runcinia roonwali Tikader, 1965
- Runcinia sitadongri Gajbe, 2004
- Runcinia soeensis Schenkel, 1944
- Runcinia spinulosa (O. Pickard-Cambridge, 1885)
- Runcinia tarabayevi Marusik & Logunov, 1990
- Runcinia tropica Simon, 1907
- Runcinia yogeshi Gajbe & Gajbe, 2001

## Publication originale
- Simon, 1875 : Les arachnides de France. Paris, vol. 2, p. 1-350.